# Saljanski rajon
Saljanski rajon (azerski: Salyan rayonu) je jedan od 66 azerbajdžanskih rajona. Saljanski rajon se nalazi na jugu Azerbajdžana te na zapadnoj obali Kaspijskog jezera. Središte rajona je Saljan. Površina Saljanskog rajona iznosi 1.790 km². Saljanski rajon je prema popisu stanovništva iz 2009. imao 121.871 stanovnika, od čega su 60.338 muškarci, a 61.533 žene.
Saljanski rajon se sastoji od 45 općina.